# Zimbábue-Rodésia
Zimbábue-Rodésia (em inglês: Zimbabwe Rhodesia; /zɪmˈbɑːbweɪ roʊˈdiːʒə/), oficialmente República do Zimbábue-Rodésia, foi um Estado não reconhecido que existiu de 1 de junho a 12 de dezembro de 1979. Zimbábue-Rodésia foi precedido pela não reconhecida República da Rodésia e foi brevemente seguida pela restabelecida colônia britânica da Rodésia do Sul que, segundo a teoria constitucional britânica, havia permanecido em governo de sua exclusiva posse após a Declaração Unilateral de Independência em 11 de novembro de 1965. Quatro meses depois, à meia-noite do dia 18 de abril de 1980, a colônia da Rodésia do Sul obteve a independência como República do Zimbábue.
Um acordo interno em março de 1978 entre Ian Smith, primeiro-ministro da República da Rodésia, e partidos nacionalistas africanos moderados, que não estiveram envolvidos na Guerra Civil da Rodésia (1964-1979), levou ao fim do governo de minoria branca, e o nascimento de uma política multirracial adotando o nome de Zimbábue-Rodésia. Em abril de 1979 a maioria negra pôde votar e ser votada pela primeira vez em eleições parlamentares, sendo eleito Primeiro-Ministro o bispo Abel Muzorewa, líder do partido Conselho Nacional Africano Unido (UANC), ganhador de 51 de 100 assentos, sendo eleito também Josiah Zion Gumede como Presidente. Muzorewa renomeou o país para Zimbábue-Rodésia. No entanto, a exclusão da participação eleitoral dos grupos nacionalistas guerrilheiros União do Povo Africano do Zimbábue (ZAPU), de Joshua Nkomo, e União Nacional Africana do Zimbábue (ZANU), de Robert Mugabe — que haviam costurado a Frente Patriótica (PF) um ano antes —, enfraqueceu a posição de Muzorewa nacionalmente e no exterior. Além disso, esse acordo interno não foi reconhecido pela Organização das Nações Unidas (ONU) e as sanções continuaram, e o curto governo de Abel Muzorewa não conseguiu acabar com a guerra civil (entre o governo e os outros grupos nacionalistas africanos), que já durava quinze anos.
Essa soma de fatores obrigou Muzorewa, o primeiro líder negro pós-colonial do país, a concordar, em dezembro de 1979, no Acordo de Lancaster House, que estabeleceu um governo de transição até a realização de eleições no ano seguinte. O Zimbábue-Rodésia voltou a ser uma colônia britânica (Rodésia do Sul) até a realização das eleições, supervisionada pelo governo britânico, na qual a ZANU-PF de Robert Mugabe venceu. A partir daí, o Reino Unido e a ONU reconheceram a independência do Zimbábue, que já havia sido declarada quinze anos antes. Assim, no dia 18 de abril de 1980, a República do Zimbábue teve a sua independência reconhecida internacionalmente.